# New England forrópont
A New England forrópont egy, a Közép-Atlanti hátság közelében található köpenyfeláramlás eredményeképpen létrejött forrópont. Ismert még Great Meteor forrópont és Monteregian forrópont néven is. A forrópont működésének köszönhető a Monteregian hegység benyomulás Montréalban és Montérégieben, valamint a Fehér-hegység intrúziót New Hampshire és Új-Anglia államokban. Az Afrikai-lemeztől keletre tenger alatti hegységeket hozott létre, amelyek vizsgálatával az Amerikai-lemez és az Afrikai-lemez távolodását lehet vizsgálni. A forrópont jelenlegi aktivitási zónája a Great Meteor tengermélyi hegység.

## Geológiai történet
A forrópont pontos eredete a mai napig viták kereszttüzében fekszik. A jelenlegi megállapodás szerint az Amerikai-lemez egy állandó helyzetű köpenyfeláramlás felett mozdul el, ennek következtében a vulkáni aktivitás zónája folyamatosan mozog a lemezen. A forrópont legkorábbi nyomát az Igneus intrúzió mutatja a Monteregian hegységben, Québec déli részén. A legfiatalabb területe ennek, a White hegység, 124 millió évvel ezelőttől, mintegy 25 millió éven át. Ezután a New England tengermélyi hegységet hozta létre, ez 103 és 83 millió év között történt, ezután a vulkáni aktivitásban szünet állt be. Ekkor a Nashville hegység alakult ki. Következőnek 80 millió évvel ezelőtt a Corner Rise hegység jött létre a tengerfenéken, majd a Közép-Atlanti hátság vonult át a köpenycsóva felett, ami újraélesztette a forrópont aktivitását. Így jött létre a Seewart tengermélyi hegység 26 millió évtől 10 millió évvel ezelőttig.
A fentiek bizonyítékul szolgálnak a köpenycsóva jelenlétére, amit alátámasztanak a szeizmikus anomáliák az alsó köpenyben. Ezek jelenleg a Great Meteor tengermélyi hegység alatt vannak, de az elvárásokkal ellentétben a felső köpenyig nem terjednek ki. A köpenycsóva mellett szól a rétegvizek hélium-izotóp eloszlása is a Monteregian hegységben. Nyugat-Montrealban korábban nem találták meg a forrópont nyomát, ezért a kutatók vélekedése szerint azt vagy eltüntette az eljegesedés és az erózió, vagy a Kanadai-pajzsot nem tudta áttörni a feláramlás. A legfrissebb kutatások azonban kimberlitet találtak Ontario és New York államokban, amik kora 180 és 134 millió év közötti. A legöregebb ide kapcsolható nyom a Hudson-öböl északnyugati részén, Rankin település mellett található, aminek kora 214 és 192 millió év közötti.
Némely eredmények, például az árbazalt hiánya, vagy a kőzetek korának változása a New England—Québec vonalon ellentmondanak a feláramlásos eredetnek, és inkább sekély, tektonikus eredetűnek mutatkoznak. Ezt a vulkáni területet és a New England hegységet a hipotézis alapján a litoszféra sekély megolvadása és a Iapetus-óceán korában kialakult tektonikus szerkezeti gyengeségek újraaktivizálódása hozhatta létre. A jelenlegi tengermélyi hegységeket a strukturális változások rendszere és különálló vulkáni aktivitás hozza létre a köpenyfeláramlás helyett. A vulkanizmus egybecseng a lemezhatárok változásával, ami szintén a litoszférikus eredetre utal. Szintén a hipotézis mellett szól a Monteregian hegység geokémiai összetétele.

## Fordítás
Ez a szócikk részben vagy egészben  a   New England hotspot című angol Wikipédia-szócikk fordításán alapul.  Az eredeti cikk szerkesztőit annak laptörténete sorolja fel. Ez a jelzés csupán a megfogalmazás eredetét és a szerzői jogokat jelzi, nem szolgál a cikkben szereplő információk forrásmegjelöléseként.